# Ауріу
Аурі́у — десертне біле марочне вино із винограду Трамінер білий, що вирощується в центральній і південній сільськогосподарських зонах Молдови. Марка створена спеціалістами радгоспу-заводу «Резени» Кутузовського району в 1953 році.
Колір вина від світло-золотистого до темно-золотистого. Букет чайної троянди. Кондиції вина: спирт 16 % об., цукор 16 г/100 см³, кислотність 5—6 г/дм³.
Для виробництва вина виноград збирають при цукристості не менше 20 %, дроблять з гребневідділенням. Виноматеріал готують з настоюванням мезги і подальшим спиртуванням бродячого сусла. Практикується також часткове спиртування мезги (до 20 %) і настоювання протягом 18—20 годин.
Витримують 3 роки. На 1-му і 2-му році витримки проводять по 2 відкритих переливання, на 3-му — одне закрите.
Станом на 1986 рік вино було удостоєне 5 золотих і срібної медалі.